# Christine Obermayr
Christine Obermayr, connue aussi sous le nom de Christine, comtesse Esterházy von Galántha, née le 30 mai 1959 à Wiesbaden, est une chanteuse d'opéra et de concert (Mezzo-soprano) et musicologue allemande.

## Biographie
Après son Abitur, Christine Obermayr réussit son examen d’état en musicologie et sciences politiques à l'Université de Mayence. Elle prend des cours de chant avec Eduard Wollitz et Josef Metternich.
À l'âge de 26 ans, elle fait ses débuts au théâtre d'Ulm dans Carmen, de Bizet. Au Staatstheater am Gärtnerplatz de Munich, elle chante entre autres Cherubino dans Le nozze di Figaro de Mozart. Elle se produit ensuite à Luxembourg, au Festival de Bayreuth, à Barcelone, Madrid, Paris, au Volksoper de Vienne, Turin, Berlin et Bonn.
Toujours sous son nom de jeune fille Obermayr, elle chante les grands rôles de mezzo-soprano à Munich et Salzbourg, en particulier les rôles de travestis, par exemple Orlovsky dans Die Fledermaus. À l'Université de Salzbourg, sous la direction de Gernot Gruber et Sibylle Dahms, elle a écrit sa thèse sur les rôles de travestis dans les opéras de Wolfgang Amadeus Mozart et Richard Strauss, avec laquelle elle reçoit un doctorat en 1999.
En 1994, elle épouse Endre, comte Esterházy de Galántha. Le couple vit à Ranshofen (Haute-Autriche) et à Eisenstadt et du côté allemand un château à Ering am Inn à la frontière bavaro-autrichienne.

## Source de traduction
- (de) Cet article est partiellement ou en totalité issu de l’article de Wikipédia en allemand intitulé « Christine Esterházy » (voir la liste des auteurs).